# Трагедия на ултрамаратон в Гансу
На 22 май 2021 година по време на ултрамаратон в Китай, провинция Гансу, уезд Дзинтай загиват 21 души от участващите бегачи, а още 8 са ранени.
Причината за трагедията са внезапно влошили се атмосферни условия. Повече от 1200 души участват в спасителната операция, използвайки дронове с термографски камери.
„Huanghe Shilin Mountain Marathon“ е ежегоден ултрамаратон, който се провежда всяка година от 2018 година насам. Състезанието през 2021 г. включва 3 дистанции - 5 километра, полумаратон и 100-километров ултрамаратон. За участниците в ултрамаратона има изискване да имат завършено 50 километрово състезание през същата година и да бъдат на възраст между 18 и 60 години. Организаторите на състезанието обявяват, че няма опасност от опасно време, въпреки прогнозите на други институции за възможни силни ветрове, гръмотевици и бури.
100-километровият ултрамаратон започва при благоприятни условия с общо 172 участници в 9 часа сутринта на 22 май близо до река Хуанхъ. Някои от участниците започат състезанието леко облечени само по шорти и къси тениски. Трасето трябва да премине през планински терен достигайки до 2000 метра надморска височина.
Около 12 часа на обяд в технична част от терена бегачите попадат в лоши климатични условия – студ, бури, силен дъжд и градушка. Температурите падат до 6 градуса по Целзий. По това време някои от бегачите припадат от студ. Поради прекалено силния вятър спасителното фолио, което носят бегачите е разкъсано на парчета. След получаването на първите сигнали за помощ пристига и първия спасителен екип, който спасява 18 бегачи. Някои от състезателите в по-добро състояние помагат за спасителните усилия, а близките селяни използват мотоциклетите си, за да свалят ранени състезатели от планината. Местен овчар спасява шестима участници приютявайки ги в своя заслон.
През вечерта се развива масова спасителна акция с над 1200 участници и дронове с термографски камери и радари. Спасителните акции са затруднени от възникнало свлачище. Акцията приключва по обяд на 23 май.
Сред жертвите са едни от най-силните ултра бегачи в Китай, които поради бързината си успяват да достигнат по-бързо до високите части на планината. Трагедията предизвиква силни негативни реакции сред китайското общество насочени срещу местното управление.